# Jill Ireland
Jill Dorothy Ireland (Londen, 24 april 1936 – Malibu, Californië, 18 mei 1990) was een Engelse actrice, die vooral bekend is geworden door de vele films waarin zij speelde met haar echtgenoot Charles Bronson.

## Acteercarrière
Jill Ireland begon met acteren in het midden van de jaren vijftig, met kleine rollen in films zoals The Woman for Joe en Oh... Rosalinda. Ireland speelde ook voor televisie. Zij speelde in televisieseries zoals Star Trek, The Man from U.N.C.L.E. en Mannix. Op het witte doek speelde zij vooral in films met haar man Charles Bronson, zoals Death Wish II, The Mechanic en Love and Bullets.
Voor haar bijdrage aan de filmindustrie kreeg Jill Ireland een ster op de Hollywood Walk of Fame, te vinden op de locatie 6751 Hollywood Blvd.

## Privéleven
Ireland werd geboren in Londen in 1936 als dochter van een wijnimporteur. Ireland is tweemaal gehuwd geweest. Van 1957 tot 1967 was zij gehuwd met acteur David McCallum. Zij hadden drie zonen: Paul, Jason en Valentine. Hun zoon Jason, die geadopteerd was, stierf in 1989 op 27-jarige leeftijd na een overdosis drugs, zes maanden voor het overlijden van zijn moeder. McCallum stelde Ireland voor aan Charles Bronson toen zij beiden meewerkten aan de film The Great Escape in 1963. In 1967 verliet Ireland haar man voor Bronson, met wie zij huwde in 1968. Het paar kreeg twee dochters, Katrina en Zuleika. In 1984 werd bij Ireland borstkanker vastgesteld. Ireland onderging een mastectomie en schreef over haar strijd met kanker in haar boek Life Wish. Zij werd ook woordvoerster van de American Cancer Society. In 1988 getuigde zij voor een commissie van het Amerikaans Congres over medische kosten. President Ronald Reagan onderscheidde haar met de Medal of Courage. In 1989 kwam Irelands tweede boek uit, getiteld Life Lines, waarin zij vertelt over de tegenslagen in haar leven, waaronder het druggebruik van haar zoon Jason. Ireland was bezig met het schrijven van een derde boek, Life Times, toen zij in 1990 overleed ten gevolge van haar ziekte.
Na haar dood werd een televisiefilm gemaakt over haar strijd tegen borstkanker, gebaseerd op haar autobiografie Life Lines. Het was een van Irelands laatste wensen dat haar boek verfilmd kon worden. De televisiefilm Reason for Living: The Jill Ireland Story, waarin Ireland wordt vertolkt door Jill Clayburgh, werd echter aangevochten door haar man Charles Bronson. Bronson had aanvankelijk toegestaan dat Ireland zeer open was over haar ziekte en haar strijd tegen kanker, maar werd na haar dood terughoudender en wilde de herinnering aan Ireland beschermen. Naar verluidt weigerde Bronson de 50.000 dollar voor de rechten op Irelands boek, die zij met een productiefirma overeengekomen was. Bonny Dore, de producer van de televisiefilm, spande een rechtszaak aan tegen Bronson wegens contractbreuk, maar de zaak werd buiten de rechtszaal geregeld.

## Filmografie
| Film      | Film                                  | Film                          | Film                                                     |
| Jaar      | Film                                  | Rol                           | Opmerkingen                                              |
| --------- | ------------------------------------- | ----------------------------- | -------------------------------------------------------- |
| 1955      | The Woman for Joe                     |                               |                                                          |
| 1955      | Oh... Rosalinda!!                     | Lady                          |                                                          |
| 1955      | Simon and Laura                       | Burton's Receptionist         | Niet vermeld                                             |
| 1956      | Three Men in a Boat                   | Bluebell Porterhouse          |                                                          |
| 1957      | There's Always a Thursday             | Jennifer Potter               |                                                          |
| 1957      | Hell Drivers                          | Jill, Pull In Waitress        | Andere titel: Hard Drivers                               |
| 1957      | Robbery Under Arms                    | Jean Morrison                 |                                                          |
| 1958      | The Big Money                         | Doreen Firth                  |                                                          |
| 1959      | Carry on Nurse                        | Jill Thompson                 |                                                          |
| 1959      | The Desperate Man                     | Carol Bourne                  |                                                          |
| 1959      | The Ghost Train Murder                | Sally Burton                  | Andere titel: Scotland Yard: The Ghost Train Murder      |
| 1960      | Girls of the Latin Quarter            | Jill                          |                                                          |
| 1961      | So Evil, So Young                     | Ann                           |                                                          |
| 1961      | Jungle Street                         | Sue                           | Andere titel: Jungle Street Girls                        |
| 1961      | Raising the Wind                      | Janet                         | Andere titel: Roommates                                  |
| 1962      | The Battleaxe                         | Audrey Page                   |                                                          |
| 1962      | Twice Round the Daffodils             | Janet                         | Andere titel: What a Carry On: Twice Round the Daffodils |
| 1968      | Villa Rides                           | Meisje in restaurant          |                                                          |
| 1969      | Twinky                                | Meisje op de luchthaven       | Niet vermeld                                             |
| 1970      | Rider on the Rain                     | Nicole                        | Andere titel: Le Passager de la Pluie                    |
| 1970      | Città violenta                        | Young Bram                    | Andere titel: Violent City                               |
| 1970      | Cold Sweat                            | Moira                         |                                                          |
| 1971      | Brainkill                             | Frances Jeffries              | Andere titel: Someone Behind the Door                    |
| 1972      | The Valachi Papers                    | Maria Reina Valachi           |                                                          |
| 1972      | The Mechanic                          | Het meisje                    | Andere titel: Killer of Killers                          |
| 1973      | Valdez Horses                         | Catherine                     | Andere titels: Chino, Valdez the Halfbreed & Wild Horses |
| 1975      | Breakout                              | Ann Wagner                    |                                                          |
| 1975      | Hard Times                            | Lucy Simpson                  | Andere titels: Street Fighter & The Streetfighter        |
| 1975      | Breakheart Pass                       | Marica                        |                                                          |
| 1976      | From Noon till Three                  | Amanda                        |                                                          |
| 1979      | Love and Bullets                      | Jackie Pruit                  |                                                          |
| 1982      | Death Wish II                         | Geri Nichols                  |                                                          |
| 1987      | Assassination                         | Lara Royce Craig              |                                                          |
| 1987      | Caught                                | Janet Devon                   |                                                          |
| Televisie |                                       |                               |                                                          |
| Jaar      | Titel                                 | Rol                           | Opmerkingen                                              |
| 1959      | The Voodoo Factor                     | Renee                         | Aantal episodes niet gekend                              |
| 1960      | Juke Box Jury                         |                               | 1 episode                                                |
| 1961      | Armchair Theatre                      | Sybil Vane                    | 1 episode                                                |
| 1961      | Kraft Mystery Theatre                 |                               | 1 episode                                                |
| 1961      | Ghost Squad                           | Anna                          | 1 episode                                                |
| 1963      | Richard the Lionheart                 | Marianne                      | 1 episode                                                |
| 1964      | Ben Casey                             | Julie Carr                    | 1 episode                                                |
| 1964      | The Third Man                         | Julia                         | 1 episode                                                |
| 1964      | Voyage to the Bottom of the Sea       | Julie Lyle                    | 1 episode                                                |
| 1964-1967 | The Man from U.N.C.L.E.               | Meerdere rollen               | 5 episodes                                               |
| 1965      | My Favorite Martian                   | Zelda                         | 1 episode                                                |
| 1965-1966 | Twelve O'Clock High                   | Alyce Carpenter/Sara Blodgett | 2 episodes                                               |
| 1966      | The Wackiest Ship in the Army         |                               | 1 episode                                                |
| 1966      | Shane                                 | Marian Starrett               | 17 episodes                                              |
| 1967      | Star Trek                             | Leila Kalomi                  | 1 episode                                                |
| 1968      | Mannix                                | Ellen Kovak                   | 1 episode                                                |
| 1969      | Daniel Boone                          | Angela                        | 1 episode                                                |
| 1972      | Night Gallery                         | Ann Loring                    | 1 episode                                                |
| 1980      | The Girl, the Gold Watch & Everything | Charla O'Rourke               | televisiefilm                                            |